# Plagiopholis
Genre
Plagiopholis est un genre de serpents de la famille des Pseudoxenodontidae. 

## Répartition
Les quatre espèces de ce genre se rencontrent dans le sud-est de l'Asie.

## Liste d'espèces
Selon The Reptile Database (30 décembre 2015) :
- Plagiopholis blakewayi Boulenger, 1893
- Plagiopholis delacouri Angel, 1929
- Plagiopholis nuchalis (Boulenger, 1893)
- Plagiopholis styani (Boulenger, 1899)

## Publication originale
- Boulenger, 1893 : Catalogue of the Snakes in the British Museum (Natural History), vol. 1, p. 1-448 (texte intégral).